# Ivan Ninčević
Ivan Ninčević (Zadar, 27 de novembro de 1981) é um handebolista profissional croata, é medalhista olímpico de bronze.